# Брожко, Владимир Сергеевич
Владимир Сергеевич Брожко (3 февраля 1989, Киев — 7 июля 2015, Лопаскино) — рядовой Вооруженных сил Украины, погиб в войне на Донбассе. Его именем названа улица в Киеве.

## Биография
Родился 3 февраля 1989 года в Киеве. Учился в киевской детско-юношеской спортивной школе, играл в футбол. После школы пошел в армию где служил разведчиком в 8-м отдельном полке специального назначения. В армии продолжал играть в футбол. 7 июля 2015 года погиб во время обстрела, трое его сослуживцев были ранены. 10 июля 2015 года был похоронен в городе Киеве на Совском кладбище.

### Память
Через два месяца после смерти, 23 сентября 2015 года был награждён орденом «За мужество». 18 октября 2015 года солдату установили мемориальную доску на столичной детско-юношеской спортивной школе № 15, в которой он играл в футбол. 1 мая 2017 года на общественном голосовании решили его именем назвать улицу в Киеве, переименовав для этого улицу Кировоградскую в Голосеевском районе города Киева.